# National Biodiversity Network
De National Biodiversity Network is een Britse onderzoeksorganisatie die kennis over biodiversiteit verspreidt met de online National Biodiversity Network Atlas.

## Geschiedenis
Nadat eind jaren 1980 en begin jaren 1990 de nood kwam om overzichtelijk biodiversiteitsdata van over heel Ierland en het VK samen te voegen werden de eerste stappen gezet in 1995 en in 2000 werd de NBN Trust gevormd. Dit is een organisatie die voornamelijk bestaat uit lokale organisaties, amateurs en vrijwilligers die biodiversiteitsinformatie over Ierland en het Verenigd Koninkrijk invoeren in een online database. De informatie wordt dan opgenomen in de National Biodiversity Network Atlas die online te raadplegen is.

## National Biodiversity Network Atlas
De database structuur is gebaseerd op de Open source Atlas of Living Australia. Ook de latere versies van NBN Atlas Scotland, NBN Atlas Wales, NBN Atlas Isle of Man en NBN Atlas Northern Ireland zijn hierop gebaseerd.